# 蓬佩乌
蓬佩乌是巴西米纳斯吉拉斯州的一个市镇。总面积2557.734平方公里，总人口28393人，人口密度11.1人/平方公里。